# Kotu Point

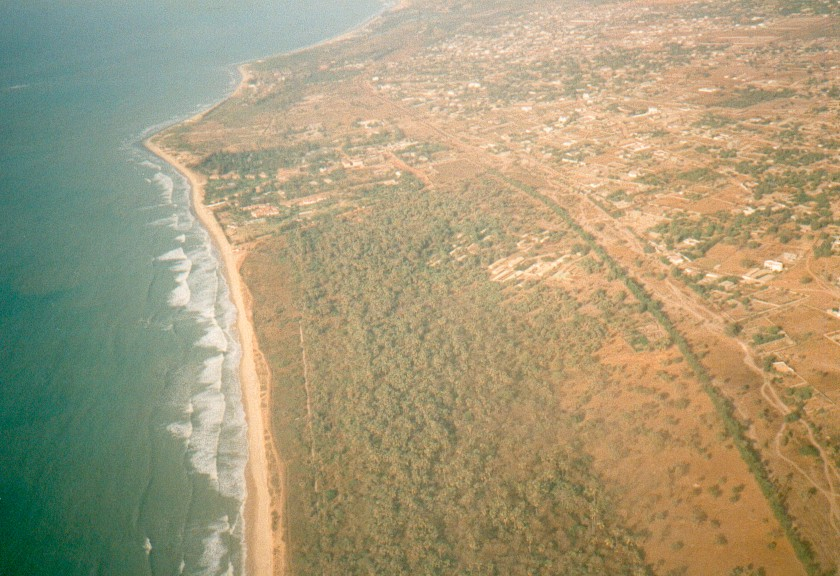
Kololi Point am Kololi Beach und Kotu Point

Das Kap Kotu Point liegt an der Küste Gambias in Westafrika zum Atlantischen Ozean. Es liegt in der Nähe des Kotu, der hier ins Meer mündet, und des gleichnamigen Hotelressorts Kotu.
Weiter südlich liegt der Kololi Point.